# Енглески валцер
Енглески валцер, познатији као спорији валцер, броји се у 3/4 такту и представља један од првих плесова који се учи, његовим учењем полазник добија на елеганцији и добром држању у игри. Такође је први плес који се игра на такмичењима. Захваљујући својој отмености често је плес на отварању разних манифестација.

## Опис Енглеског валцера
У данашњем облику Енглези су га промовисали 1927. године. Настао је од игре настале у САД која се звала Бостон, пре 1900. године. Сада је то једна од најотменијих игара лаких, неусиљених покрета. Музика је око 30 тактова у минути.
Своју популарност је стекао 1922. године на Првом светском првенству у Енглеској. Годину дана пре тога је одлучено да основни корак има форму “корак – корак – затворена позиција”, да би 1927. године корак био промењен у данашњи “ корак – корак у страну – затворена позиција”.
Став у коме се данас игра такође је тада дефинисан. Пре тога су парови играли у отвореном ставу, једно поред другога.
Од настанка овај плес се стално развија, поваћава се број варијација и фигура. Енглески валцер карактерисе комбинација „праволинијског кретања” са задржаним старим „округлим окретима” са екстремним подизањем на прсте.
Музика за енглески валцер је мекана, хармонична, у себи садржи лирску ноту а први ударац у такту је увек наглашен. У својој грациозности енглески вацер крије бол настао услед погрешно одабраних љубави, или љубави које су прошле, нестале… Такође његов карактер одражава фразу “бити увек заљубљен”. Од парова, такмичара се трази да изразом лица, ритмом, фигурама испричају једну од ових прича.
Због свега овога енглески валцер зову и краљем плесова. Још се каже да се стил којим се игра данас енглески валцер зове и интернационални стил плеса. То значи да су кораци јединствени и исто се играју у целом свету. За стандардизацију ових корака заслужни су Енглези.

## Основни кораци
Основни корак, шетња, десни окрет у месту, десни окрет, леви окрет, двокорак, осовински окрет, виск схасе, импетус. Ово су основни кораци и прве једноставне фигуре које се мање више на исти начин уче у свим плесним школама.
На следећем нивоу су већ сложеније фигуре и њихове комбинације које не морају да буду исте већ напротив различито кореографски сложене.
На такмичењима зависно од категорије такмичара постоје обавезне фигуре које се морају одиграти.